# Docalidia hirsuta
Docalidia hirsuta är en insektsart som beskrevs av Nielson 1982. Docalidia hirsuta ingår i släktet Docalidia och familjen dvärgstritar. Inga underarter finns listade i Catalogue of Life.